# Killeberg
Killeberg är en tätort i Osby kommun i Skåne län, belägen nära Älmhult på andra sidan gränsen till Småland.
Strax utanför Killeberg passerar riksväg 23 mellan Malmö och Växjö.

## Historia
Killeberg ligger i Loshults socken, och kom till 1871 efter att några av traktens bönder låtit uppföra en järnvägsstation vid Södra stambanan. En station vid järnvägen var viktig för bygdens omfattande handel med timmer och sågat virke. Namnet på stationen kom av en stor gård i närheten, Killeboda, som under den tiden oftast kallades "Killeberg". Denna första järnvägsstation är sedan länge riven.
Trakten kring Loshult var sedan gammalt känd för sitt smideshantverk, och i Killeberg fanns flera handlare som köpte upp smedernas alster och sedan sålde dem vidare över hela landet. Som minne av denna tid kvarstår "Killebergs Kettingfabrik" mitt i samhället, numera driven som museum av Loshults hembygdsförening.
Under 1900-talet var Killeberg annars känt för sin tillverkning av leksaker i trä, och fram till 1970-talet fanns här fyra mindre fabriker inom denna bransch. Tillverkningen fortsatte sedan i en lite större men mycket modernare fabrik ägd av Brio i Osby. Denna fabrik stängdes 2006.
Torven var en annan näring som sysselsatte ganska många personer i trakterna av Osby-Älmhult under 1900-talet. Torvfabriken i Killeberg var i drift fram till 1980-talet, då tillverkningen flyttades till Älmhult.

### Befolkningsutveckling
| Befolkningsutvecklingen i Killeberg 1960–2020 | Befolkningsutvecklingen i Killeberg 1960–2020 | Befolkningsutvecklingen i Killeberg 1960–2020 | Befolkningsutvecklingen i Killeberg 1960–2020 | Befolkningsutvecklingen i Killeberg 1960–2020 |
| --------------------------------------------- | --------------------------------------------- | --------------------------------------------- | --------------------------------------------- | --------------------------------------------- |
|                                               |                                               |                                               |                                               |                                               |
| År                                            |                                               |                                               | Folkmängd                                     | Areal (ha)                                    |
| 1960                                          | 1960                                          |                                               | 490                                           |                                               |
| 1965                                          | 1965                                          |                                               | 534                                           |                                               |
| 1970                                          | 1970                                          |                                               | 533                                           |                                               |
| 1975                                          | 1975                                          |                                               | 571                                           |                                               |
| 1980                                          | 1980                                          |                                               | 581                                           |                                               |
| 1990                                          | 1990                                          |                                               | 618                                           | 107                                           |
| 1995                                          | 1995                                          |                                               | 657                                           | 107                                           |
| 2000                                          | 2000                                          |                                               | 568                                           | 107                                           |
| 2005                                          | 2005                                          |                                               | 575                                           | 105                                           |
| 2010                                          | 2010                                          |                                               | 585                                           | 105                                           |
| 2015                                          | 2015                                          |                                               | 596                                           | 115                                           |
| 2020                                          | 2020                                          |                                               | 631                                           | 118                                           |
|                                               |                                               |                                               |                                               |                                               |

## Samhället
I nutiden finns i Killeberg fortfarande kvar en kombinerad livsmedelsbutik/servering, ett sadelmakeri, en pizzeria, en bilverkstad och två frisersalonger. Här finns också en låg- och mellanstadieskola samt en fin idrottsplats.
De allra flesta husen i Killeberg är villor av varierande ålder, men där finns också några fastigheter med hyreslägenheter. 
Ny tågtrafik med Krösatågen inleddes i Killeberg från 15 december 2013. I samband med detta har en ny järnvägsstation anlagts, på platsen där den gamla tidigare låg.

## Idrott
Idrottsplatsen är hemmaarena för Treby IF, vilken bildades efter en fusion mellan Killebergs IF och Loshults IF. Den tredje byn som åsyftas i klubbnamnet är Hökön. Treby IF är en klubb som i nuläget spelar i division 7 efter att ha åkt ur division 6 år 2015.

## Kända personer
- Chang Frick, entreprenör och journalist, är född och uppvuxen i Killeberg
- Anders Frostenson, psalmdiktare, föddes och växte upp på gården Killeboda nära Killeberg
- Jonny Jakobsen, i slutet av 1990-talet känd som "Dr. Bombay", var under en period bosatt i Killeberg efter att artistkarriären falnat
- Kjell Erik Ståhl, Sveriges främste maratonlöpare genom tiderna, är född och uppvuxen i Killeberg